# Gostilya Point
Der Gostilya Point (englisch; bulgarisch нос Гостиля nos Gostilja; im Vereinigten Königreich Poncet Point) ist eine Landspitze an der Loubet-Küste des Grahamlands im Norden der Antarktischen Halbinsel. Sie markiert 25,85 km östlich des Madell Point, 20,6 km südlich des Phantom Point und 2,55 km südwestlich des Kudelin Point die Südwestseite der Einfahrt zur Tlachene Cove, einer Nebenbucht der Darbel Bay. Sie wurde durch den Rückzug des Hopkins-Gletschers in den 1980er und 1990er Jahren freigelegt.
Britische Wissenschaftler kartierten sie 1976. Die bulgarische Kommission für Antarktische Geographische Namen benannte sie 2013 nach der Ortschaft Gostilja im Nordwesten Bulgariens. Das UK Antarctic Place-Names Committee benannte sie dagegen 2016 nach Jérôme Poncet (* 1946), einem Pionier des Yacht-Tourismus in Antarktika seit 1973.